# Schlumbergera russeliana
Schlumbergera russeliana là một loài thực vật có hoa trong họ Cactaceae. Loài này được (Hook.) Britton & Rose miêu tả khoa học đầu tiên năm 1913.